# Bettina Weber
Bettina Weber (* 8. Oktober 1996) ist eine österreichische Leichtathletin.
Bettina Weber startet für den SV Schwechat.
Weber wurde 2014, 2018 und von 2020 bis 2025 achtmal Staatsmeisterin im Hammerwurf. Ihre Bestleistung von 61,16 Meter im Hammerwurf stellte sie am 9. Mai 2021 in Hainfeld auf.
Zusätzlich trat sie bei den Staatsmeisterschaften regelmäßig im Kugelstoßen an und erkämpfte dabei 2022 Silber sowie 2021, 2023 und 2025 Bronze. Ihre Bestleistung im Kugelstoßen von 14,18 Meter erreichte sie am 25. Januar 2014 in Linz in der Halle.